# Kisbabot
Kisbabot är en ort (by) i provinsen Győr-Moson-Sopron i Ungern. Orten hade 235 invånare (2019).